# QUEL
A QUEL é uma antiga linguagem de consulta para bancos de dados relacionais. 
A QUEL é muito similar à SQL, mas ela é mais fácil de usar e tem uma escrita mais simples. Ela foi criada como parte do desenvolvimento do Ingres, na Universidade de Berkeley, Califórnia, baseada nas sugestões da linguagem não implementada de E. F. Codd. A QUEL foi usada por um curto período nos programas baseado dos códigos do Ingres, mais notadamente o Informix. 

## Diferença entre QUEL e SQL
De muitas formas, a QUEL é similar ao SQL. Uma diferença é que as declarações da QUEL são definidas com tuplas variáveis, onde podem ser usadas limitando as entradas ou retornando os resultados.
| Aluno    | Materia        | Nota | Situação  |
| -------- | -------------- | ---- | --------- |
| Alberto  | Calculo        | 10   | Aprovado  |
| Lucas    | Banco de Dados | 4    | Reprovado |
| Andréia  | Programação    | 7    | Aprovado  |
| Lucas    | Calculo        | 4.9  | Reprovado |
| Mariana  | Fisica         | 7    | Aprovado  |
| Fernando | Calculo        | 5    | Aprovado  |

Um exemplo baseado nos dados acima é mostrado. Queremos pesquisar os nomes de todos os alunos que foram aprovados nas matérias.
```
range of
 busca 
is
 universidade 

retrieve
 nome = busca.Aluno

where
 busca.nota >= 5 
```

Nesta busca, nome é o nome da tupla a ser mostrada. Neste caso, todas as linhas contendo nota>=5 serão mostradas. Fazendo o mesmo exemplo em SQL percebemos o quanto elas são parecidas:
```
select
 busca.Aluno 
as
 nome

from
 universidade 
as
 busca

where
 busca.nota >= 5
```

Vamos considerar agora um exemplo para criar a tabela universidade, inserir uma linha de informação, e acessar e modificar uma informação dentro dela. Em QUEL temos:
```
create
 universidade (Aluno = c20, Materia = c15, Nota = i2, Situação = c10)

append to
 universidade(Aluno = "Mariana", Materia = "Fisica", Nota = 7, Situação = "Aprovada")
```

```
range of 
P 
is
 universidade

retrieve
 (busca.all)

where
 P.materia = "fisica

print
 P
```

```
range of
 P 
is
 universidade 

replace
 universidade(Nota = p.Nota + 1)

print
 P
```

Abaixo está a mesma declaração em SQL:
```
create table
 universidade (Aluno 
char(20)
, Materia 
char(15)
, Nota 
int
, Situação 
char(10)

insert
 universidade (Aluno, Materia, Nota, Situação), 
values
 ("Mariana", "Fisica", 7, "Aprovada")
```

```
select
 

from
 universidade as p

where
 p.Materia = "Fisica"
```

```
update
 universidade 

set
 Nota = Nota + 1
```

Note que cada comando em QUEL usa uma sintaxe única, porém em SQL, cada comando similar como INSERT e UPDATE usa estilos completamente diferentes.
Outra vantagem da QUEL foi construir um sistema interno para movimentar uma grande massa de dados para fora do banco de dados. Considere o comando:
```
copy
 universidade(Aluno=c0, comma=d1, Materia=c0, comma=d1, Nota=c0, comma=d1, situação=c0, nl=d1)

into "/estudantes.txt"
```

que cria uma vírgula como delimitador de campo para cada registro na tabela universidade. O d1 indica um delimitador, ao invés de um tipo de dados. Modificando o into para from revertemos o processo. Comandos similares estão disponíveis em muitos sistemas SQL, mas geralmente como ferramentas externas, ao invés de serem internos à linguagem SQL. Isso os torna indisponíveis para as "stored procedures" ("funções armazenadas").